# Electrophrynus mirus
Genre
Espèce
Electrophrynus mirus, unique représentant du genre Electrophrynus, est une espèce fossile d'amblypyges de la famille des Phrynidae.

## Distribution
Cette espèce a été découverte dans de l'ambre du Chiapas au Mexique. Elle date du Néogène.

## Publication originale
- Petrunkevitch, 1971 : Chiapas amber spiders II. University of California Publications in Entomology, vol. 63, p. 1-44.